# Poutre (gymnastique)
Pour les articles homonymes, voir poutre.

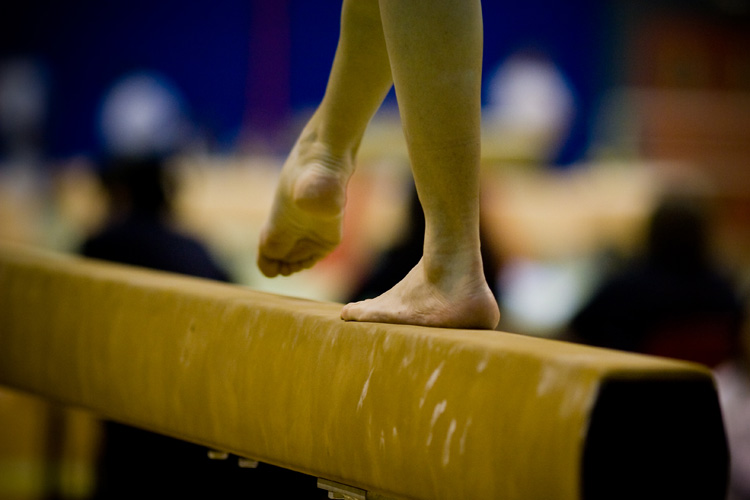
Gymnaste en équilibre sur une poutre.

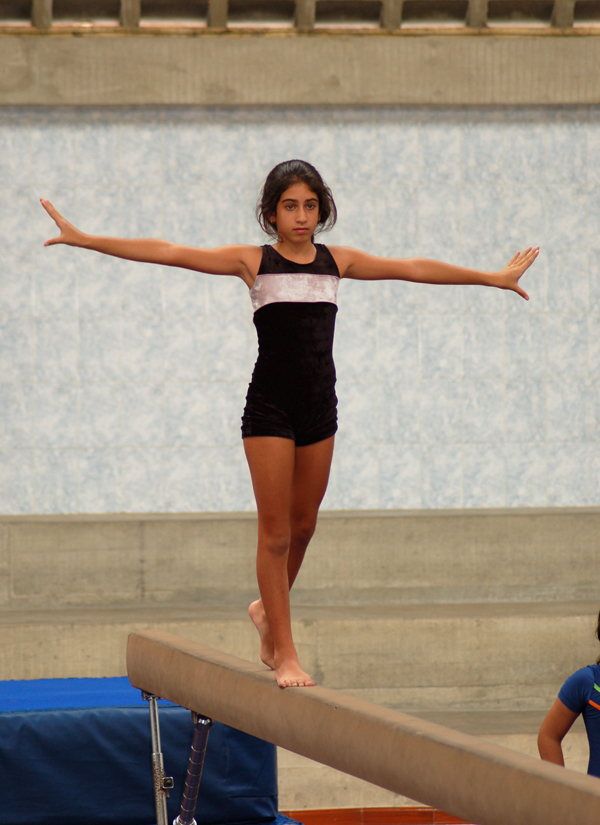
Jeune gymnaste sur la poutre.

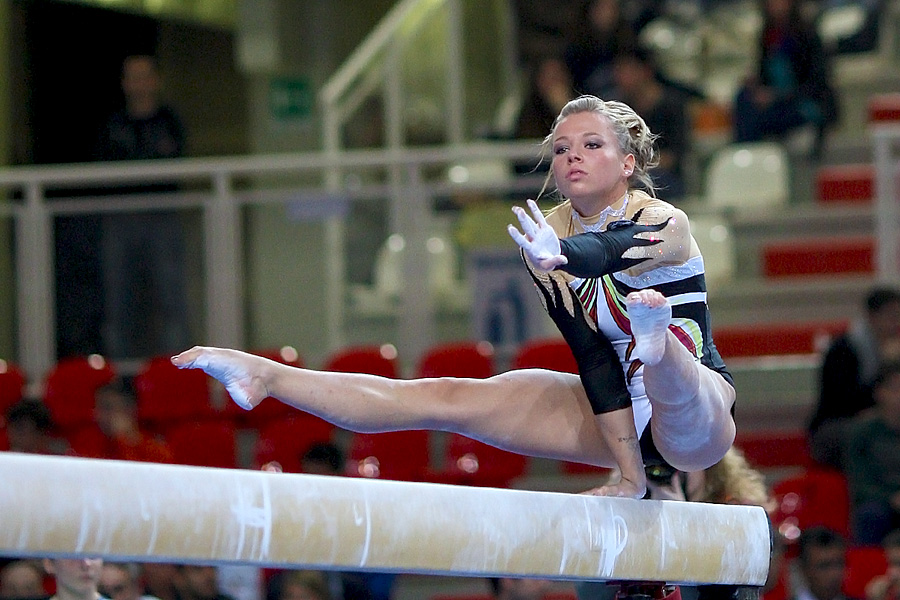
Dorina Böczögő, 2012.

La poutre est un agrès de gymnastique artistique féminine. Une poutre est un parallélépipède rectangle, long de cinq mètres et large de dix centimètres, reposant à l'horizontale, à une hauteur variable du sol.
Pour les catégories, dans les mouvements imposés de la Fédération sportive et culturelle de France (FSCF), la hauteur est de 1,05 m à 1,10 m pour les poussines, 1,15 m pour les jeunesses et 1,25 m pour les aînées.